# Barrancos
Barrancos község és település Portugáliában, Beja kerületben, a spanyol határ mellett. A település területe 168,42 négyzetkilométer. Barrancos lakossága 1834 fő volt a 2011-es adatok alapján. A településen a népsűrűség 11 fő/ négyzetkilométer. A település jelenlegi vezetője António Pica Tereno. A település gazdaságára főleg a mezőgazdaság és azon belül is a növénytermesztés és az állattenyésztés a jellemző. Ez a vidék a Presunto sonka készítésének központja, melyet főleg a Fekete Ibériai malacból (Porco Alentejano) készítenek. A község napja augusztus 28. Barrancos híres fesztiválját is ekkor tartják, melyhez a szokásos bikaviadal is szorosan kapcsolódik.
A község mindössze 1 települést foglal magába, mellyel egyike azon községeknek Portugáliában, amelyek csak egyetlen településből állnak.
Barrancosban a Barranquenho nyelvjárást beszélik.

## Történelme
1167-ben Gonçalo Mendes da Maia csapatai a móroktól visszafoglalták a területet, majd 1200-ban I. Sancho portugál király uradalma alá került a vidék. A település régen máshol helyezkedett el, mint napjainkban. Ez volt Noudar, amely csak 1295-ben vált ténylegesen a Portugál Királyság részévé.
Barrancostól 12 kilométernyire északnyugatra találhatóak a középkori Noudar városának maradványai, amely a környék egyik látnivalója.

## Fordítás
Ez a szócikk részben vagy egészben  a   Barrancos című angol Wikipédia-szócikk ezen változatának fordításán alapul.  Az eredeti cikk szerkesztőit annak laptörténete sorolja fel. Ez a jelzés csupán a megfogalmazás eredetét és a szerzői jogokat jelzi, nem szolgál a cikkben szereplő információk forrásmegjelöléseként.